# Olivetta San Michele
Olivetta San Michele (im Ligurischen: Aurivéta) ist eine norditalienische Gemeinde mit 190 Einwohnern (Stand 31. Dezember 2023) in der Region Ligurien. Politisch gehört sie zur Provinz Imperia.

## Geographie
Der Kernort von Olivetta San Michele liegt im Val Bevera, die beiden zugehörigen Siedlungen Fanghetto und San Michele hingegen im Valle Roia. Die Gemeinde gehört zu der Comunità Montana Intemelia und ist circa 60 Kilometer von der Provinzhauptstadt Imperia entfernt.
Nach der italienischen Klassifizierung bezüglich seismischer Aktivität wurde die Gemeinde der Zone 3 zugeordnet. Das bedeutet, dass sich Olivetta San Michele in einer seismisch wenig aktiven Zone befindet.

## Klima
Die Gemeinde wird unter Klimakategorie D klassifiziert, da die Gradtagzahl einen Wert von 1748 besitzt. Das heißt, die in Italien gesetzlich geregelte Heizperiode liegt zwischen dem 1. November und dem 15. April für jeweils 12 Stunden pro Tag.